# Hypertension Music
Hypertension Music ist ein deutsches Musiklabel sowie Konzertveranstalter und Künstleragentur mit Sitz in Hamburg.

## Geschichte
Gegründet von Christian Thiel und Irene Bodschwinna, startete Hypertension Music 1988 als Mailorder-Service für Folk und Folk-Rock, mit dem Importieren von Tonträgern und dem Weiterverkauf dieser. Schnell erweiterte sie ihr Repertoire mit Singer-Songwritern und auch ein Blues-Act kam hinzu, über den im Laufe der Zeit weitere Blues-Acts zum Katalog von Hypertension Music stießen. Hieraus entwickelte sich die Idee zur Gründung eines eigenen Labels, das in  erster Linie für exquisiten Blues stand. Zu den ersten Veröffentlichungen gehörten unter anderem Alben von Sally Barker, John Martyn und Pentangle.
Seit der Gründung des Labels hat Hypertension Music über 300 Titel vorwiegend aus den Genres Singer-Songwriter, Rock, Pop und Blues veröffentlicht. Nach der Hochphase der physischen Tonträger verlagerte sich das Geschäftsfeld von Hypertension Music immer weiter in Richtung der Live-Branche. Als Künstleragentur und Konzertveranstalter ist Hypertension Music unter anderem für Künstler wie Truck Stop, Albert Hammond und Mungo Jerry verantwortlich.

## Musiklabel
| 1991 | Pentangle                                     | Think of Tomorrow                   |
| 1992 | Collin Hay                                    | Peaks and Valleys                   |
| 1998 | Atcha Acoustic                                | From Lhasa to Lewisham              |
| 2000 | Sally Barker                                  | Another Train                       |
| 2000 | Verschiedene Künstler                         | Musikexpress 043 – Heftbeilage      |
| 2000 | Rick Vito                                     | Lucky Devils                        |
| 2000 | The Blues Band                                | Scratchin' on My Screen             |
| 2004 | Gordon Huskell                                | The Lady Wants to Know              |
| 2005 | Nazareth                                      | Live in Texas DVD (Reissued)        |
| 2007 | Joan Armatrading                              | Into the Blues                      |
| 2009 | The Mick Fleetwood Blues Band feat. Rick Vito | Blue Again!                         |
| 2009 | Gerry Rafferty                                | Life Goes On                        |
| 2010 | Joan Armatrading                              | Life at the Royal Albert Hall       |
| 2013 | Dave Kelly                                    | We Had It All                       |
| 2013 | Albert Hammond                                | Songbook 2013 Live in Wilhelmshaven |
| 2014 | Midge Ure                                     | Fragile                             |
| 2020 | Karrie with Jimmy Smyth                       | Home Thoughts                       |

Seit Juli 2020 ist Made in Germany Music (MIG Music) von Manfred Schütz, mit Ausnahme Großbritanniens, weltweiter Vertriebspartner physischer Produkte. Der physische Vertrieb wird in Großbritannien von Proper Music Distribution übernommen. Digital werden die Titel von Hypertension Music in Deutschland, Österreich und der Schweiz von Zebralution vertrieben. Der digitale Vertrieb für den Rest der Welt läuft über die Absolute Media Group.
Der Video-on-Demand-Vertrieb der Veröffentlichungen, unter anderem von Albert Hammond und Midge Ure, wird seit 2017 von Aviator-Management durchgeführt.

## Konzertveranstalter und Künstleragentur
Mit der ausgegliederten Hypertension-Music-Entertainment GmbH fungiert Hypertension Music sowohl als Künstlervermittler als auch als Veranstalter eigener Tourneen. Als Full-Service-Agentur werden Künstler und Touren in Deutschland, Europa und weltweit vermarktet und durchgeführt. Hypertension Music ist unter anderem verantwortlich für die Live-Auftritte von Truck Stop, Albert Hammond und Mungo Jerry.